# Calamar (Guaviare)
Calamar is een gemeente in het Colombiaanse departement Guaviare. De gemeente telt 6094 inwoners (2005).
De gemeente ligt in de Sierra de Chiribiquete.
Calamar · El Retorno · Miraflores · San José del Guaviare